# 金日国
金 日国（キム・イルグク、朝鮮語: 김일국）は、朝鮮民主主義人民共和国の政治家。朝鮮民主主義人民共和国オリンピック委員会委員長、体育相、朝鮮労働党中央委員会委員。

## 経歴
出生地や生年月日は不明。2014年に体育省第1副相（体育省第一次官）に任命され、2016年3月に国家体育指導委員会書記長に在職していることが確認された。同年12月に体育相に任命され、2017年1月23日に開催された朝鮮民主主義人民共和国オリンピック委員会総会で、同委員会の委員長に選出された。2018年4月2日に訪朝した韓国の都鍾煥文化体育観光部長官と会談し、ジャカルタで開催されるアジア競技大会で南北選手団の合同入場について討議した。同年4月20日に開催された朝鮮労働党中央委員会第7期第3回総会で党中央委員会委員候補に選出された。同年7月13日に訪朝した国際体操連盟の渡邊守成会長と会談し、同年10月24日に日本体育大学と朝鮮体育大学間のサッカーの親善試合のため訪朝した日本体育大学の松浪健四郎理事長と会談した。11月3日に日本政府の独自制裁措置として北朝鮮籍保有者の入国原則禁止措置があるが、特例で入国を許可され、11月28日に東京で開催された各国オリンピック委員会連合総会に参加した。
2019年2月12日にスイスを訪問し、国際オリンピック委員会、大韓体育会との三者会談に参加し、2020年東京オリンピックで実施される各種競技で南北合同チームを結成することで合意した。同年3月10日の第14期最高人民会議代議員選挙で最高人民会議第14期代議員に選出され、4月11日に開催された最高人民会議第14期第1回会議で体育相に再任された。
2021年1月5日から開催された朝鮮労働党第8次大会で中央委員会委員候補に選出され、同年12月27日から開催された党中央委員会第8期第4回総会で党中央委員に補欠選挙された。
2021年9月9日に行われた建国73周年慶祝閲兵式では、体育人労農赤衛軍縦隊を率いて行進した。

## 参考サイト
북한정보포털
| 先代李従茂 | 朝鮮民主主義人民共和国オリンピック委員会委員長2017年 - | 次代現職 |

| 先代李従茂 | 体育相2016年 - | 次代現職 |